# Kvarnsjön (Frustuna socken, Södermanland)
Kvarnsjön är en sjö i Gnesta kommun i Södermanland och ingår i Trosaåns huvudavrinningsområde. Sjön är 9 meter djup, har en yta på 0,0676 kvadratkilometer och är belägen 42 meter över havet.

## Delavrinningsområde
Kvarnsjön ingår i det delavrinningsområde (655540-158532) som SMHI kallar för Utloppet av Kvarnsjön. Medelhöjden är 58 meter över havet och ytan är 2,34 kvadratkilometer. Det finns inga avrinningsområden uppströms utan avrinningsområdet är högsta punkten. Vattendraget som avvattnar avrinningsområdet har biflödesordning 2, vilket innebär att vattnet flödar genom totalt 2 vattendrag innan det når havet efter 35 kilometer. Avrinningsområdet består mestadels av skog (93 procent). Avrinningsområdet har 0,07 kvadratkilometer vattenytor vilket ger det en sjöprocent på 2,9 procent.